# Hardemo kyrka

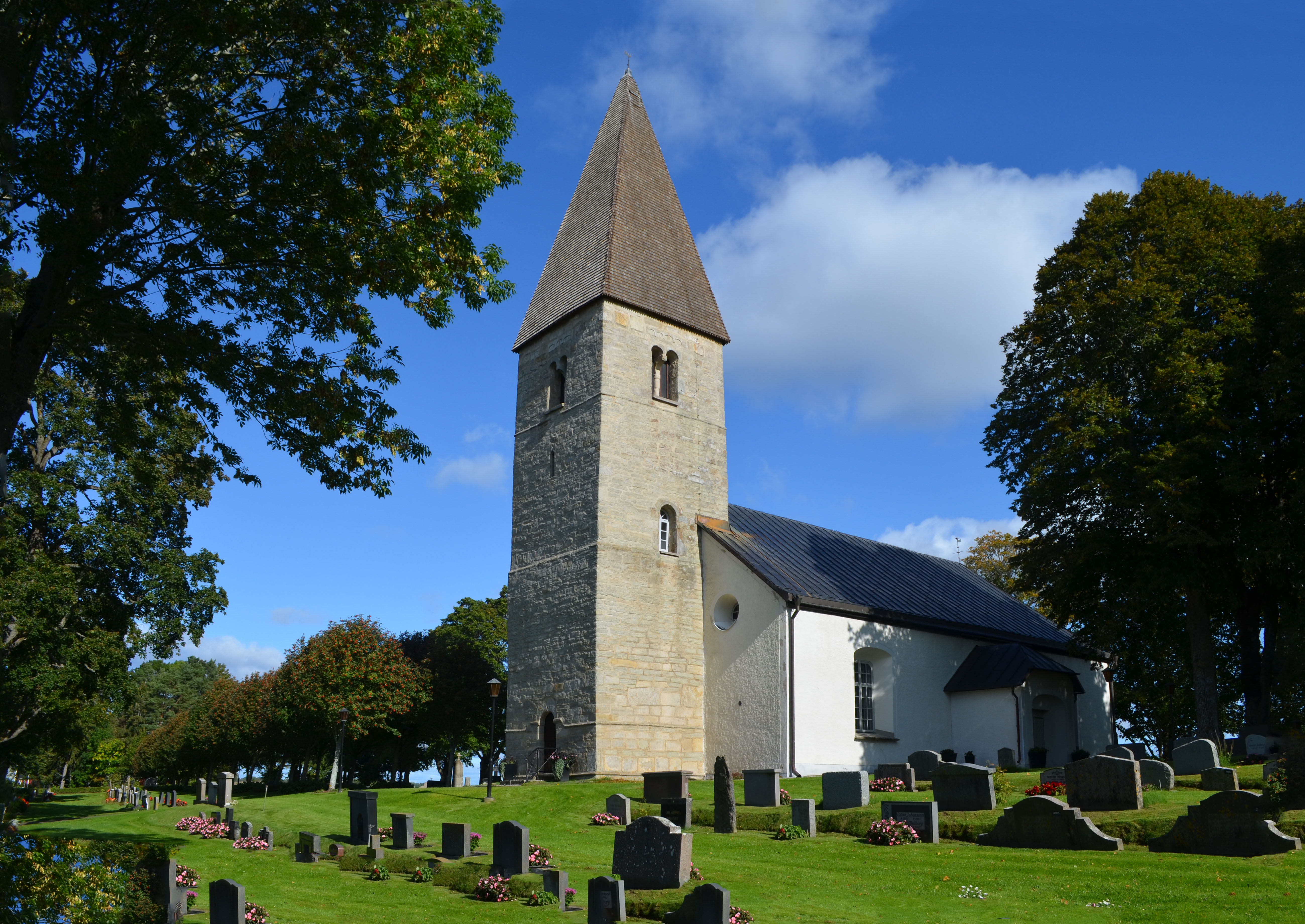
Hardemo kyrka 2019

Hardemo kyrka är en kyrka i Hardemo församling i Strängnäs stift i Svenska kyrkan. Kyrkan ligger i Hardemo socken i Kumla kommun. Enligt traditionen skall Olav den helige ha låtit döpa några hardemobor på platsen. Kyrkans äldsta del är tornet, som härstammar från 1100-talet, medan långhuset invigdes 1766.

## Inventarier
- Äldsta inventarium är en S:t Olofsbild från 1200-talet som finns till höger om dörren till sakristian.
- Predikstolen är från 1692 och tillverkades av konstnären Markus Höök från Hardemo.
- Altaruppsatsen tillverkades 1708 av bildhuggare Olof Wikström i Vadstena.
- Ett altarkrucifix är utfört av skulptören Birger Boman.

### Orgel
- 1873 flyttas en orgel hit från Lerbäcks kyrka. Den var byggd på 1850-talet av C G Klingberg, Lerbäck och hade 5 stämmor. Den hyrdes mellan åren 1873-1893 då den köptes.
- 1923 byggdes en orgel av E A Setterquist & Son, Örebro en orgel med 11 stämmor fördelat på två manualer och pedal.
- Den nuvarande orgeln är byggd 1984 av A Mårtenssons Orgelfabrik AB, Lund. Orgeln är mekanisk. Fasaden är ritad av arkitekt Jerk Alton.

| Huvudverk I    | Svällverk II      | Pedal           | Koppel |
| Principal 8´   | Rörflöjt 8´       | Subbas 16´      | I/P    |
| Gedackt 8´     | Gamba 8´          | Borduna 8´      | II/P   |
| Oktava 4'      | Traversflöjt 4´   | Koralbas 4´     | II/I   |
| Koppelflöjt 4´ | Principal 2'      | Pedalmixtur III |        |
| Waldflöjt 2'   | Nasat 1 1/3'      | Fagott 16'      |        |
| Mixtur III-IV  | Sesquialtera II   |                 |        |
| Dulcian 8'     | Scharf III        |                 |        |
| Tremulant      | Tremulant         |                 |        |
|                | Crescendosvällare |                 |        |